# Cincinnobotrys letouzeyi
Espèce
Statut de conservation UICN

 EN B2ab(iii) : En danger
Cincinnobotrys letouzeyi Jacq.-Fél. est une espèce de plantes à fleurs de la famille des Melastomataceae et du genre Cincinnobotrys, endémique du Cameroun.

## Étymologie
Son épithète spécifique letouzeyi rend hommage au botaniste français René Letouzey, qui récolta l'holotype en 1975.

## Distribution
C'est une plante endémique de la région du Sud-Ouest (Cameroun), qui n'a été observée que sur deux sites, aux environs de Mamfé, à 45 km de Numba, également à Bechati sur les hauts plateaux du Lebialem (Lebialem Highlands).

## Description et habitat
Cincinnobotrys letouzeyi est une herbe rhizomateuse rampante qui se développe dans la forêt tropicale, sur des rochers à proximité de cours d'eau, à une altitude d'environ 460 m.

## Écologie
Elle figure sur la liste rouge de l'UICN comme une « espèce en danger », du fait de sa rareté et de la déforestation en faveur de l'agriculture sur le site de Bechati.